# Dolichobostrychus angustus
Dolichobostrychus angustus là một loài bọ cánh cứng trong họ Bostrichidae. Loài này được Steinheil miêu tả khoa học năm 1872.